# Amazon Mechanical Turk
Amazon Mechanical Turk（アマゾンメカニカルターク、略称：Mturk; 機械仕掛けのトルコ人の意味）は、アマゾンウェブサービスの一つ。コンピュータプログラムを人間の知能と組み合わせて、コンピュータだけでは不可能な仕事を処理することができる。コンピュータプログラムを書く人はリクエスターと呼ばれ、タスク（HITs; Human Intelligence Tasks; 人間の知能が必要なタスク）をワーカーに投げる。タスクは例えば、お店の店頭写真の一番良いものを選ぶ、製品の説明文を書く、音楽CDの演奏者を特定する、といったものである。ワーカー（Mechanical Turkの利用許諾書の用語では提供者と呼ばれる）は、既存のタスクを一覧で見て、実行して、リクエスターから金銭的報酬を得ることができる。プログラムからタスクを投げるには、オープンなAPIを使うか、あるいは（制限は多くなるが）Mturk Requester siteを使う。 
リクエスターは、タスクに着手する前にテストを実施して、ワーカーが必要な資質を満たしていることを確認できる。また、ワーカーから送られてきた仕事を受領あるいは拒否できる。その結果はワーカーの評価に反映される。現在のところ、リクエスターはアメリカ国内に住所がないとならないが、ワーカーは世界中のどこにいてもよい。完了したタスクの支払いは、Amazon.comのギフト券か、ワーカーのアメリカ国内の銀行口座に支払われる。正しく完了したタスクの価格の10%（極端に安いタスクの場合はこれより高い）をアマゾンに支払う。

## 名称
機械仕掛けのトルコ人という名前は、トルコ人 (The Turk)に由来する。The Turkはヴォルフガング・フォン・ケンペレンが18世紀に開発したチェスをプレイする自動機械で、ヨーロッパを巡回して、ナポレオン・ボナパルトやベンジャミン・フランクリンなどと勝負して破っている。この「機械」は、実際には自動機械ではなく、中の特別な区画にチェスの達人が入っていて操作していることが後で判明した。これと同じように、機械仕掛けのトルコ人ウェブサービスは、現代のコンピュータでは解くことが難しいタスクを人力で助けるようになっている。

## 歴史、タスクの種類、ユーザの分布
商品説明ページの重複を見つけるために、アマゾンの社内用にピーター・コーヘンが開発したのがこのサービスの始まりである。
2005年11月2日にサービスは外部に公開された。サービス公開後、スラッシュドット効果もあって、メカニカルタークのユーザーベースは急速に広がった。その頃は膨大な数のタスクが登録されていた。2005年11月初旬から中旬には、人間の知能が必要な社内の仕事のためにアマゾン自身が投げた数万のタスクが登録されていた。タスクのほとんどは音楽CDに関連していた。12月初旬にはウェブのトラフィックは成長して膨大になっていた。
しかし、タスクの数はすぐに減少した。12月20日にはページを開くと平均で100以下のグループしかなかった。1月、アマゾンの（今はもうない）Upsunサイトのトップ3リストのような新しい形式のタスクが投げられて、サードパーティからのタスクも出てくるようになった。2006年4月には、ときどきまとめて25個のタスクグループが投げられる程度で、サイトの動きも遅くなった。
2007年1月時点で出されていたタスクには、podcast の文字起こし、レーティング、画像のタグ付けがあった。文字起こしのタスクは、Casting Words からのものが最も多いが、2009年5月時点でもまだ常時出されている。他によくあるタスクとしては、原稿のうちの一文、一段落、あるいは全体を執筆・改訂するというものである。これらの報酬は1セントから10ドルまで幅がある。ブログへのリンク・コメント投稿、Facebook での友達登録、各種の調査協力に対して報酬を払うタスクもしばしば出される。
2007年3月時点で、100以上の国に10万人以上のワーカーがいると報告されている。
あるタスクで行なわれた調査によると、ワーカーのうち最も多いのはアメリカ在住者で、その分布はアメリカ全体のインターネット人口分布と大体似通ったものだった。一方、平均的なインターネット利用者に比べるとワーカーは概して若く、（それ故にか）貧しく、独身で小家族の傾向があった。また女性が際立って多い点も挙げられる。

## 捜索
2007年、このサービスは著名な行方不明者の捜索に使われ始めた。最初にそれが示唆されたのはジェームズ・キムの捜索においてだったが、実行に移される前に彼は遺体で発見された。同年の夏、情報工学者のジム・グレイがヨットに乗ったまま行方不明になり、友人である Amazon のワーナー・ヴォゲルスが、（遭難地である）ファラロン諸島の最近の写真を MTurk に置くよう DigitalGlobe に手配した。これは Digg のトップで紹介され、12,000 人の協力者が集まり、画像処理専門家と共に皆で同じデータを調査した。しかし、成果は出なかった。2007年9月、スティーヴ・フォセットの捜索でも同様の手配がなされた。（遭難地の）衛星写真は 85 平方メートルの区画に分割され、墜落地点、もしくは精査すべき何らかの痕跡と思われる「異物」をそこから探し出すよう、ワーカーたちは求められた。しかし今回も成果は出ず、結果的に墜落地点は約一年後、旅行者によって発見された。

## サードパーティによる開発
タスク作業を簡略化できるような、さまざまなブラウザ用プラグインやスクリプトがプログラマたちによって開発されてきている。しかし Amazon Web Services のブログによると、処理を 100% 自動化して人間的要素を排除したようなプログラムに対して、Amazon は否定的のようである。いわゆる自動ボットを使っているアカウントは抹消されてきている。

### API
MTurk システムへの異なったアクセス手段を提供するため、Amazon は利用者へ API を提供している。プログラマは MTurk API を使って、タスクを MTurk へ登録したり、完了した作業内容を受け取ったり、それを受領/拒否することができる。ウェブサイトやウェブサービスは、この API を使って他のウェブアプリケーションに MTurk の作業を組み込むことができ、Amazon が提供しているインターフェースの代替となるものを利用者へ提供できる。

## 関連する概念
MTurk は、既に終了した Google Answers にいくつかの点で似通っている。しかし MTurk は、場合によっては全世界へあらゆるタスクを配布可能にしてくれるという点で、より一般的な市場といえる。Philipp Lenssen が提唱した Collaborative human interpreter (CHI) もまた、コンピュータでは上手く処理できない作業をコンピュータプログラムで可能にするため、人力による知的作業を分散処理的に利用することを示唆している。MTurk を CHI の実行エンジンとして使うことも可能だろう。

## 批判
MTurk のタスクは一般に単純な繰り返し作業の類であり、ワーカーはしばしば 2-3 セントしか報酬を得られない。このことから、MTurk を「搾取工場のネット版」(ヴァーチャル・スウェットショップ、virtual sweatshop) だと批判する者もいる。またワーカーは労働者というよりは請負業者であるため、リクエスターは
支払給与税の支払はもちろん書類提出も必要なく、最低賃金・時間外労働・労災保険に関する法律にも縛られない。一方、ワーカーは自営業収入としてそれらを申告しなければならない。さらにリクエスターの中には、タスクをやらせておきながら支払いを免れるため成果物を拒否し、ワーカーを騙すような者もいる。しかし少なくともワーカーの一部は、中産階級であり娯楽のために働いている。
また、Amazon はサービスのモニターは行なっておらず、苦情は全てタスクの発注者が受けるものとしている。この不干渉主義は、上で挙げた批判が起こる根本原因と思われる。